# 胡穎 (宋朝)
胡穎，字叔献，号石壁，南宋潭州湘潭（今湖南省湘潭市）人，胡显的弟弟。
宋理宗绍定五年进士。曾经跟随赵范讨伐李全。登第后历任知平江府兼浙西提点刑狱，转任湖南兼提举常平。他讨厌宣扬神异，所至毁淫祠祠庙以千计，来正风俗。后为广东经略安抚使、改节广西，任京湖总领财赋。为官正直，不喜邪佞，临事善断，不惧权贵。宋度宗咸淳年间去世。